# 中根東里
中根 東里（なかね とうり、元禄7年（1694年） - 明和2年2月7日（1765年3月27日））は、江戸時代中期の儒学者。名は若思、字は敬夫、通称は貞右衛門。
伊豆国下田村（現静岡県下田市）生まれ。父は三河国出身の農民で医師を兼ねていた重勝(しげかつ)。13歳のとき父が死去し、母の勧めで出家して地元の禅宗の僧となった。のちに山城国宇治（現京都府宇治市）の黄檗山萬福寺に赴いて中国語を学び、次いで江戸駒込の浄土宗蓮光寺に移り読書に励んだ。19歳で荻生徂徠に入門、のち還俗した。徂徠学に疑いを抱くようになり、朱子学に傾斜して、享保元年（1716年）23歳で加賀国金沢（現石川県金沢市）の室鳩巣に師事した。それでも満足できず、さらにのち陽明学に転じた。享保20年（1735年）、弟子である下野国植野村（現栃木県佐野市植野町付近）の医師金束信甫に招かれ、信甫の家の泥月庵（のち知松庵）で塾を開き、20年余りにわたって陽明学や『伝習録』をわかりやすく講じた。宝暦12年（1762年）、母と姉の住む相模国浦賀村（現神奈川県横須賀市）に移り、明和2年（1765年）2月7日死去、村内の日蓮宗東耀山顕正寺に葬られた。著書に『学則』『新瓦(しんが)』『東里遺稿』などがある。